# Ichanahalli, Holenarsipur
Ichanahalli là một làng thuộc tehsil Holenarsipur, huyện Hassan, bang Karnataka, Ấn Độ.